# Mega Man 9
Mega Man 9, conosciuto in Giappone come Rockman 9: Revival of Ambition!! (ロックマン9 野望の復活!!?, Rokkuman 9: Yabō no Fukkatsu!!), è un videogioco a piattaforme, nono capitolo della saga Mega Man. A distanza di ben 11 anni dall'ultimo episodio (Mega Man 8, realizzato per PlayStation e Sega Saturn), il mitico blue bomber torna alla ribalta con questa nuova avventura. Acquistabile solo dai servizi WiiWare, PlayStation Network e Xbox Live, il gioco si presenta con una grafica a 8-bit come i precedenti capitoli per il NES, che hanno reso celebre la serie.